# 鼓扬镇
鼓扬镇，是中华人民共和国贵州省黔南布依族苗族自治州长顺县下辖的一个乡镇级行政单位。
2014年2月14日，贵州省人民政府批复同意长顺县部分乡镇行政区划调整，新设置的鼓扬镇辖原鼓扬镇、交麻乡，镇人民政府驻鼓扬社区。

## 行政区划
鼓扬镇下辖以下地区：
鼓扬村、岩上村、三台村、格道村、纪堵村、田哨村、交麻村、新关村、翁落村、长易村和交麻乡。